# Anosia hermippus
Anosia hermippus är en fjärilsart som beskrevs av Felder 1865. Anosia hermippus ingår i släktet Anosia och familjen praktfjärilar. Inga underarter finns listade i Catalogue of Life.